# Mihkel Võrang
Mihkel Võrang (* 10. März 1990 in Tallinn) ist ein estnischer Eishockeyspieler, der seit 2017 erneut bei Tartu Kalev-Välk in der estnischen Meistriliiga unter Vertrag steht.

## Karriere
Võrang begann seine Eishockeykarriere bei Tallinna Tiigrid. Mit 17 Jahren wechselte er zu Purikad Tallinn, für den er in der Spielzeit 2007/08 in der Meistriliiga debütierte. Parallel spielte er auch für estnische U20-Nationalmannschaft, die Eesti Noortekoondis, in der höchsten estnischen Spielklasse. 2009 wechselte er zu Tartu Kalev-Välk und wurde mit dem Klub aus der traditionsreichen Universitätsstadt 2011 estnischer Meister. Anschließend kehrte er in seine Geburtsstadt zum HC Panter, der sich inzwischen mit dem HC Purikad zusammengeschlossen hatte, zurück, für den er mit einer Unterbrechung, als er 2013/14 bei den Porvoo Hunters in Finnland spielte, bis 2016 auf dem Eis stand. Nach einem Jahr beim HC Tallinn spielt er seit 2017 erneut bei Tartu Kalev-Välk.

### International
Für Estland nahm Võrang im Juniorenbereich 2008 an der U18-Weltmeisterschaft in der Division II sowie an den U20-Weltmeisterschaften der Division II 2008 und 2010 und der Division I 2009 teil.
Im Seniorenbereich stand Võrang bei den Weltmeisterschaften 2011 und 2013 in der Division I auf dem Eis und musste mit seiner Mannschaft jeweils nach fünf Niederlagen in fünf Spielen den Abstieg in die Division II hinnehmen. Bei den Weltmeisterschaften 2015, 2016 und 2018 gelang hingegen jeweils der Klassenerhalt in der Division I. Bei den Weltmeisterschaften der Division II 2010, 2012 und 2014 gelang ihm mit seiner Mannschaft jeweils der Aufstieg in die Division I. Zudem vertrat er seine Farben bei den Qualifikationsturnieren für die Olympischen Winterspiele in Sotschi 2014 und in Pyeongchang 2018 und beim Baltic Cup 2016 und 2017.

## Erfolge und Auszeichnungen
- 2008 Aufstieg in die Division I bei der U20-Weltmeisterschaft, Division II, Gruppe B
- 2010 Aufstieg in die Division I bei der Weltmeisterschaft der Division II, Gruppe B
- 2011 Estnischer Meister mit Tartu Kalev-Välk
- 2012 Aufstieg in die Division I, Gruppe B, bei der Weltmeisterschaft der Division II, Gruppe A
- 2014 Aufstieg in die Division I, Gruppe B, bei der Weltmeisterschaft der Division II, Gruppe A